# Stanisław Dutkiewicz (1915–1965)
Stanisław Dutkiewicz, także Andre Dutkiewicz, ps. „Andrzej” (ur. 30 stycznia 1915 w Warszawie, zm. 19 lutego 1965 w Pontypridd) – sierżant podchorąży saperów Wojska Polskiego, żołnierz Armii Krajowej i Polskich Sił Zbrojnych na Zachodzie, uczestnik kampanii wrześniowej i powstania warszawskiego.

## Życiorys
Syn Adama i Florentyny z domu Kapuściarek. W latach 1929–1934 uczęszczał do Państwowej Szkoły Techniczno-Kolejowej w Warszawie. W 1937 ukończył Szkołę Podchorążych Saperów w Centrum Wyszkolenia Saperów w Modlinie, ze specjalnością saper-miner. W kampanii wrześniowej od 1.09.1939 do 5.10.1939 - żołnierz 36. pułku piechoty Legii Akademickiej -  II batalion saperów, w stopniu kaprala podchorążego - dowódca drużyny. Brał udział w walkach o Wieluń, Pabianice, Łódź i w obronie Warszawy. W okresie od czerwca 1940 do lipca 1944 działał w konspiracji, początkowo w Grupie Operacyjnej WP "Edward", następnie w szeregach Armii Krajowej. Prowadził szkolenie saperskie na tajnych kursach wojskowych. W powstaniu warszawskim walczył na Powiślu w rejonie ul. Browarnej i Topiel oraz w Śródmieściu w obronie gmachu Poczty Głównej na pl. Napoleona. Z meldunków sytuacyjnych dowódcy 4. kompanii dotyczących walk na Powiślu wynika, że: - "podczas odparcia Niemców zajmujących klinikę przy ulicy Karowej 2 postrzelił nieprzyjaciela w nogę, - przy ulicy Browarnej 24 z narażeniem życia podczołgał się i bosakiem wyciągnął z pola obstrzału już nieżywego strzelca z patrolu III zgrupowania, - podczas ataku nieprzyjaciela na placówkę III zgrupowania przy ul. Dobrej 67, w ramach pełnionego patrolu wraz ze strzelcem "Janosikiem" zdecydowanie celnymi strzałami i rzutami granatów powstrzymali nieprzyjaciela, zabijając trzech a raniąc kilku żołnierzy niemieckich". Po powstaniu trafił do niewoli niemieckiej - jeniec Stalagu XI B Fallingbostel, a następnie Oflagu VII A Murnau (nr jeniecki 141119). 
We wrześniu 1945 wstąpił do II Korpusu Polskiego (PSZ) - otrzymał przydział do 17. kompanii saperów, w stopniu plutonowego podchorążego. W latach 1945–1946 słuchacz kursu Szkoły Podoficerskiej. W dniu 27.04.1946 przeniesiony do Ośrodka Wyszkolenia Saperów - Blackshaw Moor Camp 1 Leek Staffs (Wielka Brytania), funkcja - instruktor z przepraw. Służbę wojskową zakończył 18.08.1947 r w stopniu sierżanta podchorążego. Od sierpnia 1947 r. pracował m.in. w kopalni Oakdale C.T.C. Blackwood Newport. 
Osiedlił się w Pontypridd - Hopkinstown, gdzie zmarł. Pochowany na cmentarzu w Pontypridd-Glyntaff jako Andre Dutkiewicz.